# Pabellón de Cristal de la Casa de Campo
El Pabellón de Cristal de la Casa de Campo es un edificio ferial de la ciudad de Madrid (España).

## Historia y características
El edificio está emplazado en el número 16 de la Avenida Principal de la Casa de Campo.
Fue proyectado en 1964 por el arquitecto Francisco de Asís Cabrero Torres-Quevedo; se trataría de «su última gran obra». También participaron en el proyecto los arquitectos Jaime Ruiz Ruiz y Luis Labiano Regidor de Vicuña y los ingenieros Rafael de Heredia Scasso y Anselmo Moreno Castillo. El exterior del edificio, un paralepípedo rectangular, está totalmente acristalado. Una de las principales virtudes del proyecto es la asepsia y neutralidad del espacio interior, con tres plantas, adaptado a su función de recinto ferial, La construcción se ejecutó entre 1964 y 1965; si bien sufriría reformas en la década de 2000.